# Elza Fernandes
Elza Fernandes (Rio de Janeiro, 1.º de outubro de 1921 – 2 de março de 1936), codinome de Elvira Cupello Calônio, foi uma militante política do Partido Comunista Brasileiro, morta por estrangulamento em 1936, pela suspeita de trair a luta comunista. A decisão, segundo notícia do Diario Carioca na edição de 1.º de abril de 1936, foi tomada pelo líder Luís Carlos Prestes. Segundo relata o escritor e jornalista Sérgio Rodrigues em seu livro Elza, a Garota, "historiadores que abordaram o episódio garantem que a ordem para a execução partiu de Luis Carlos Prestes".
Pelo crime, Luís Carlos Prestes foi condenado em novembro de 1940 a trinta anos de prisão. Getúlio Vargas desbaratou o levante dos comunistas e seus aliados, que foram todos encarcerados. Prestes já estava preso desde março de 1936, e ficou na cadeia por nove anos, quando em 1945 foi anistiado por Vargas em troca de apoio na eleição presidencial no Brasil em 1950 e ao movimento queremismo.

## Vida e captura
Elvira Cupello Calônio vinha de uma família de operários de Sorocaba, interior de São Paulo. Pobre e semiletrada, entrou para o grupo de comunistas da década de 1930 por influência do namorado, Antônio Maciel Bonfim, o Miranda, secretário geral do Partido Comunista Brasileiro.
Nos primeiros dias de janeiro de 1936, "Miranda" e "Elza" foram presos em sua residência, na Avenida Paulo de Frontin, 606, Apto 11, no Rio de Janeiro por ocasião da Intentona Comunista. Mantidos separados e incomunicáveis, a polícia logo concluiu que a "garota" pouco ou nada poderia acrescentar aos depoimentos de "Miranda" e ao volumoso arquivo apreendido no apartamento do casal. Acrescendo os fatos de ser menor de idade e não poder ser processada, "Elza" foi liberada. Ao sair, seu namorado lhe disse para ficar na casa de seu amigo Francisco Furtado Meireles, em Pedra de Guaratiba, praia da Zona Oeste do Rio de Janeiro. Recebeu, também, da polícia, autorização para visitá-lo, o que fez por duas vezes.
Alguns dias depois, a prisão de outros dirigentes comunistas aumentou o pânico. Segundo o PCB, havia um traidor. Os comunistas que ainda não tinham sido capturados pela polícia passaram a desconfiar dela. Esse clima de paranoia já rondava o partido mesmo antes da intentona e, em outubro de 1934, resultara na morte de Tobias Warchavski, outro jovem militante infundadamente acusado de traição.
As investigações do "Tribunal Vermelho" começaram. Honório de Freitas Guimarães descobriu que "Elza" estava hospedada na casa do Meireles, em Pedra de Guaratiba. Trocando mensagens secretas, os foragidos achavam que a polícia estava concedendo privilégio demais à garota. Enquanto quase todos os militantes eram torturados na cadeia, Elza tinha ficado livre em duas semanas, reclamando apenas de alguns safanões. Também poderia voltar à cadeia sempre que quisesse visitar o namorado. Quando frequentava a prisão, saía de lá entregando bilhetes de Miranda a colaboradores do partido. Para o grupo de comunistas, Elza, voluntariamente ou não, estaria a serviço da polícia. Ou pecava por traição, tendo delatado os colegas na cadeia, ou por ingenuidade, levando investigadores que a seguiam a esconderijos.

## Julgamento de Elza

Exumação de Elza Fernandes, em que se pode ver parte de seus restos mortais. À esquerda, de roupa escura, seu irmão Luiz Cupello Calônio

Reuniu-se o chamado "Tribunal Vermelho", composto por Honório de Freitas Guimarães, Lauro Reginaldo da Rocha, Adelino Deycola dos Santos e José Lage Morales. Honório já participara do julgamento de Tobias Warchavski, "justiçado" meses antes após ser acusado de delatar o próprio Adelino, agora também membro deste novo tribunal. Luis Carlos Prestes, escondido em sua casa da Rua Honório, no Méier, já havia decidido pela eliminação sumária da acusada. O "Tribunal" seguiu o parecer do chefe e a "garota" foi condenada à morte. Entretanto, não houve a desejada unanimidade: Morales, com dúvidas, opôs-se à condenação, fazendo com que os demais dirigentes vacilassem em fazer cumprir a sentença. Depois de uma semana, Martins voltou a escrever a Prestes, insistindo: é cedo demais para tomar uma atitude extrema, talvez o melhor seja manter a moça isolada porém viva. "Achamos que, devido à complicação que o caso toma, a manutenção do statu quo é aconselhável." Martins ainda previu o peso da repercussão negativa se os jornais descobrissem que eles tinham matado uma menina.
A reação do "Cavaleiro da Esperança" foi imediata. No dia seguinte, escreveu uma carta aos membros do "Tribunal", tachando-os de medrosos e exigindo o cumprimento da sentença.
"Fui dolorosamente surpreendido pela falta de resolução e vacilação de vocês. Assim não se pode dirigir o Partido do Proletariado, da classe revolucionária."… "Por que modificar a decisão a respeito da "garota"? Que tem a ver uma coisa com a outra? Há ou não há traição por parte dela? É ou não é ela perigosíssima ao Partido…?"… "Com plena consciência de minha responsabilidade, desde os primeiros instantes tenho dado a vocês minha opinião quanto ao que fazer com ela. Em minha carta de 16, sou categórico e nada mais tenho a acrescentar…" … "Uma tal linguagem não é digna dos chefes do nosso Partido, porque é a linguagem dos medrosos, incapazes de uma decisão, temerosos ante a responsabilidade. Ou bem que vocês concordam com as medidas extremas e neste caso já as deviam ter resolutamente posto em prática, ou então discordam mas não defendem como devem tal opinião."
Ante tal intimação e reprimenda, acabaram-se as dúvidas. Lauro Reginaldo da Rocha, um dos "tribunos vermelhos", respondeu a Prestes:
"Agora, não tenha cuidado que a coisa será feita direitinho, pois a questão do sentimentalismo não existe por aqui. Acima de tudo colocamos os interesses do Partido".
Decidida a execução, "Elza" foi levada, por Eduardo Ribeiro Xavier ("Abóbora"), para uma casa da Rua Mauá Bastos, n.º 48-A, na Estrada do Camboatá, onde já se encontravam Honório de Freitas Guimarães ("Milionário"), Adelino Deycola dos Santos ("Tampinha"), Francisco Natividade Lira ("Cabeção") e Manoel Severino Cavalcanti ("Gaguinho").
Elza foi morta no dia 2 de março de 1936 aos 14 anos.

## Repercussão

Exumação de Elza Fernandes em 17 de abril de 1940

Toda a correspondência sobre a garota foi encontrada três dias depois, quando a polícia prendeu Olga e Prestes na casa do Méier. Entre centenas de artigos, documentos, manuscritos e cartas escritas pelo revolucionário brasileiro, estavam cópias das cartas sobre Elza. Apesar de ter encontrado a correspondência, a polícia demorou quatro anos para perceber que a garota não tinha desaparecido, e que a expressão "medidas extremas", comum nas cartas, significava assassinato. Seu corpo foi encontrado em 1940, depois que os integrantes do PCB foram presos, confessaram o crime e indicaram o local da cova. O irmão dela e um dentista, que tratara de Elza pouco antes da morte, identificaram o corpo. Prestes e outros três envolvidos no caso foram condenados a penas de vinte a trinta anos de prisão pelo assassinato de Elza, mas liberados em 1945 com a anistia concedida por Getúlio Vargas. Na época, até mesmo a Internacional Comunista, em Moscou, investigou o caso, apontando Prestes como mandante do crime, e Martins e Francisco Lyra como os executores.
Alguns anos mais tarde, em 1940, o irmão de "Elza", Luiz Cupello Calônio, participou da exumação do cadáver. O bilhete que escreveu a "Miranda", o namorado de sua irmã, retrata sua desilusão com a causa revolucionária comunista: "Rio, 17-4-40. Meu caro Bonfim. Acabo de assistir à exumação do cadáver de minha irmã Elvira. Reconheci ainda a sua dentadura e seus cabelos. Soube também da confissão que elementos de responsabilidade do PCB fizeram na polícia de que haviam assassinado minha irmã Elvira. Diante disso, renego meu passado revolucionário e encerro as minhas atividades comunistas. Do teu sempre amigo, Luiz Cupello Calônio"